# Oratorio di Maria Santissima Assunta in Cielo
L'oratorio di Maria Santissima Assunta in cielo (noto anche come oratorio di Santa Maria Assunta, affettuosamente definito dagli abitanti la Chiesina) è un edificio religioso settecentesco presente a Retignano, una frazione del comune di Stazzema, in Toscana.

## Storia
La costruzione dell'oratorio risale intorno al 1780, come testimoniato da alcuni scritti rinvenuti da padre Martino Bertagna negli anni Sessanta del Novecento. Dedicato alla Madonna, fu edificato per opera dei frati carmelitani scalzi e fu considerato il secondo luogo di culto principale del paese. Per le sue ridotte dimensioni rispetto alla chiesa principale, fu ribattezzato "chiesina".
Si ritiene che l'edificio sia stato edificato per sopperire alla perdita di altri terreni parrocchiali, quali Ruosina e Gallena, a seguito del motu proprio del 1776 del granduca di Toscana Pietro Leopoldo I. Questo provvedimento comportò l'abolizione dei comunelli e, conseguentemente, la ridefinizione dei confini di Retignano, che si trovò così senza più giurisdizione sulla chiesa di Ruosina, il cui centro abitato in parte gravitava già sotto le dipendenze di Seravezza.
L'organo all'interno fu acquistato da un gruppo di padri francescani di Retignano nel 1810, dalla chiesa di Santa Croce alle Piagge, presso Pisa. Le maggiori opere all'interno sono attribuite all'artista pietrasantino Lorenzo Stagi e vi furono trasferite dopo che la chiesa originale fu sconsacrata. Altari e altre decorazioni risalgono al Quattrocento, mentre i dipinti e le immagini delle stazioni della Via Crucis sono del periodo tra il Settecento e l'Ottocento.

## Celebrazioni

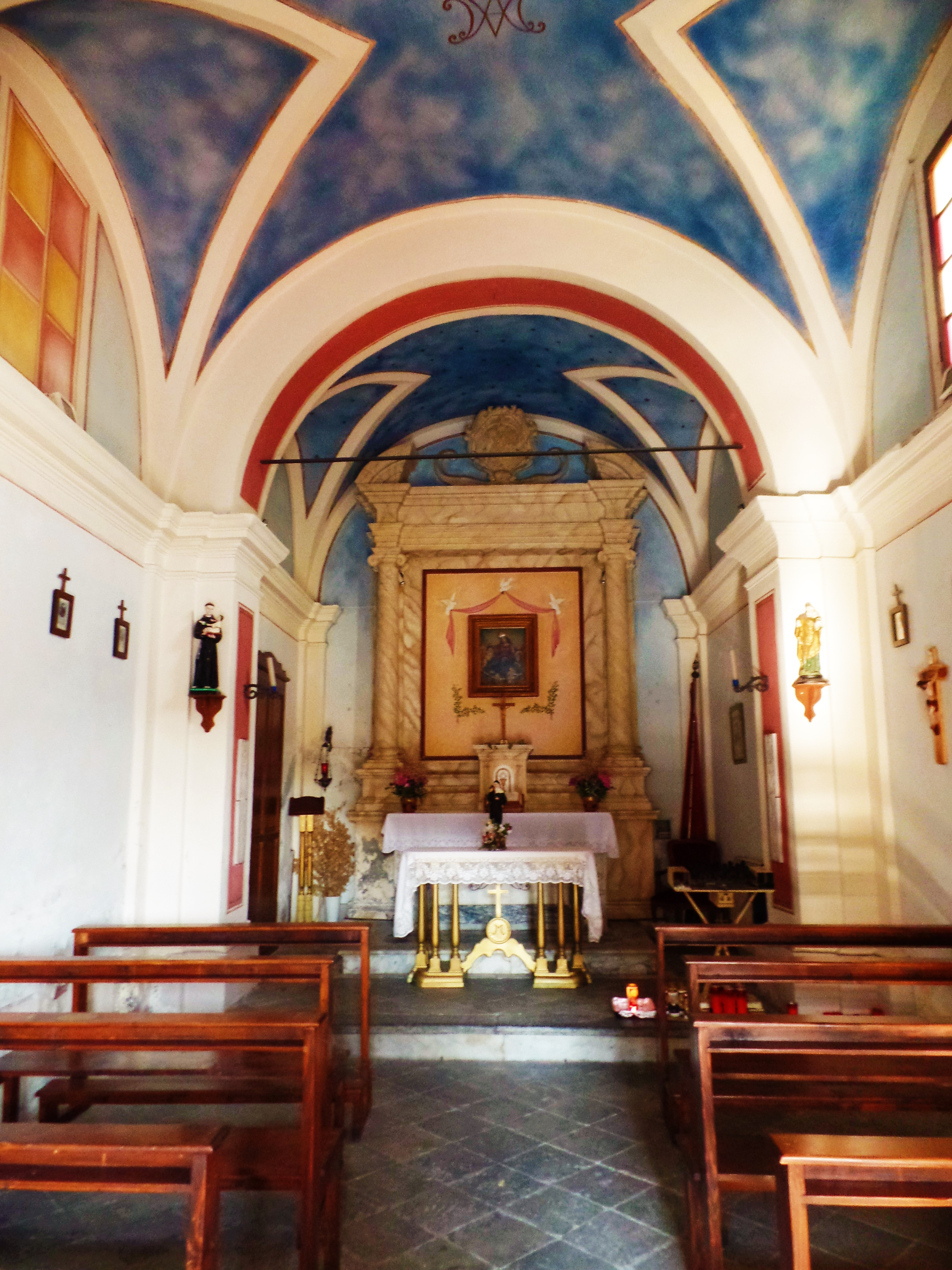
Gli interni della chiesa

In paese le funzioni religiose si tengono presso la chiesa di San Pietro apostolo. Tuttavia, il rosario e la festa della Madonna del 15 agosto vengono celebrate in questo oratorio.
Nel 1910, anno della fondazione della Venerabile misericordia di Retignano, il parroco ed alcuni membri dell'associazione ufficializzarono la nuova società nella chiesina.
Fino agli anni Settanta nei pressi della chiesina si tenevano delle piccole commedie in dialetto locale.